# Твентинајн Памс Бејс (Калифорнија)
Твентинајн Памс Бејс (енгл. Twentynine Palms Base) град је у америчкој савезној држави Калифорнија.

## Демографија
По попису из 2000. године број становника је 8.413.
| Група             | 2000.         | 2010.    |
| Белци             | 5.312 (63,1%) | 0 (0,0%) |
| Афроамериканци    | 873 (10,4%)   | 0 (0,0%) |
| Азијати           | 260 (3,1%)    | 0 (0,0%) |
| Хиспаноамериканци | 1.646 (19,6%) | 0 (0,0%) |
| Укупно            | 8.413         | 0        |